# Nikolai Alexandrowitsch Dergatschow
Nikolai Alexandrowitsch Dergatschow (russisch Николай Александрович Дергачёв, * 24. Mai 1994 in Petrowo, Oblast Moskau) ist ein russischer Fußballspieler. Seit 2012 spielt er für den ZSKA Moskau in der russischen ersten Liga.

## Karriere
Dergatschow begann seine Karriere beim FK Saturn-2 Moskau. 2012 wechselte er zum ZSKA Moskau. Im Februar 2015 wurde er bis Saisonende nach Tschechien an den Erstligisten FK Dukla Prag verliehen, für den er jedoch nur ein Spiel absolvierte.